# 2023 au Manitoba
Chronologie du Manitoba
- 2019
- 2020
- 2021
- 2022
- 2023
- 2024
- 2025
- 2026
- 2027

Cet article traite des événements qui se sont produits durant l'année 2023 dans la province canadienne du Manitoba.

#### Dans le reste du monde
- 2023 dans le monde
- 2023 au Canada
- 2023 au Québec, 2023 au Manitoba, 2023 au Nouveau-Brunswick, 2023 en Colombie-Britannique, 2023 au Yukon, 2023 aux Territoires du Nord-Ouest, 2023 en Alberta, 2023 en Nouvelle-Écosse, 2023 au Nunavut, 2023 en Ontario, 2023 en Saskatchewan
- 2023 par pays en Amérique, 2023 au Canada, 2023 aux États-Unis
- 2023 en Europe, 2023 dans l'Union européenne, 2023 en Belgique, 2023 en France, 2023 en Italie, 2023 en Suisse
- 2023 en Afrique • 2023 par pays en Asie • 2023 en Océanie
- 2023 aux Nations unies
- Décès en 2023